# Cry Cry
"Cry Cry" är en singel från den sydkoreanska musikgruppen T-ara. Den gavs ut den 11 november 2011 för digital nedladdning tillsammans med gruppens EP-skiva Black Eyes.  Låten är skriven av Kim Tae Hyun, Cho Young Soo och Ahn Young Min. Den tillhörande musikvideon hade i februari 2013 fler än 9,5 miljoner visningar på Youtube. Låten debuterade på plats 23 på Gaon Chart den 12 november 2011 och nådde första plats veckan därpå.

## Spårlista
| 1. | Cry Cry                                      | 3:17 |
| 5. | Cry Cry (Ballad Version) [Remix]             | 3:18 |
| 6. | Cry Cry (Ballad Music Video Version) [Remix] | 3:12 |

## Listplaceringar
| Lista                 | Topplacering |
| --------------------- | ------------ |
| Sydkorea (Gaon Chart) | 1            |